# یعقوب‌آباد (چهارباغ)
یعقوب‌آباد ، روستایی از توابع بخش رامجین شهرستان چهارباغ در استان البرز ایران است.

## جمعیت
این روستا در دهستان اغلان‌تپه قرار دارد و براساس سرشماری مرکز آمار ایران در سال ۱۳۸۵، جمعیت آن ۷۷ نفر (۲۴خانوار) بوده‌است.